# آشترت
آشترت (به آلمانی: آسترت) یک شهر و روستا در آلمان است که در وستروالدکرایس واقع شده‌است.